# 妙隆寺 (鎌倉市)
妙隆寺（みょうりゅうじ）は、神奈川県鎌倉市にある日蓮宗の寺院。山号は、叡昌山。鎌倉江の島七福神の一つで「寿老人」を祀る。旧本山は、中山法華経寺。達師法縁。
鍋かむりで知られる日親ゆかりの寺として知られ、御家人千葉常胤の子孫千葉胤貞の別邸「千葉屋敷」跡に建つ。

## 歴史
- 元中2年/至徳2年（1385年）、千葉胤貞を開基、日親の叔父日英を開山として創建。

## 旧末寺
日蓮宗は昭和16年に本末を解体したため、現在では、旧本山、旧末寺と呼びならわしている。
- 稲荷山日英寺（茨城県筑西市）